# 蒂莫西·德怀特学院
蒂莫西·德怀特学院（Timothy Dwight College，TD）位于纽黑文Temple街345号，是耶鲁大学的12个住宿学院之一，以耶鲁大学两任校长蒂莫西·德怀特四世和蒂莫西·德怀特五世命名。1935年由詹姆斯·甘布尔·罗杰斯设计，联邦式建筑。
蒂莫西·德怀特学院于1935年9月23日启用，是耶鲁大学的第九个住宿学院，也是距离老校区最远的一个。学院的设计模仿19世纪新英格兰市政厅。